# Eistag
Ein Eistag ist die meteorologisch-klimatologische Bezeichnung für einen Tag, an dem die Lufttemperatur stets unter 0 °C bleibt. Meistens wird jedoch im Plural von Eistagen gesprochen, womit die Anzahl der Eistage für eine Periode, beispielsweise einen Monat oder einen Winter, angegeben wird. Die Summe der Eistage eines Winters ist ein guter Vergleichswert für seine Strenge. Damit lassen sich die Winter verschiedener Jahre oder aber das Klima verschiedener Regionen in einer Periode gut vergleichen. Ein Eistag wird immer auch als Frosttag gezählt, wobei man die Differenz zwischen Frost- und Eistagen als Frostwechseltage bezeichnet. 

## Liste von Messwerten an einem Ort
| Ort                        | Staat              | Höhe * | Eistage/a | Mittelungsperiode |
| -------------------------- | ------------------ | ------ | --------- | ----------------- |
| Berlin-Dahlem              | Deutschland        | 50 m   | 23        |                   |
| Bremen                     | Deutschland        | 11 m   | 18        |                   |
| Dresden                    | Deutschland        | 112 m  | 19        |                   |
| Essen-Mülheim              | Deutschland        | 116 m  | 10        |                   |
| Frankfurt am Main          | Deutschland        | 112 m  | 17        |                   |
| Halle (Saale)              | Deutschland        | 88 m   | 21        |                   |
| Hamburg                    | Deutschland        | 6 m    | 20        |                   |
| Hannover                   | Deutschland        | 55 m   | 20        |                   |
| Karlsruhe                  | Deutschland        | 115 m  | 17        |                   |
| Kiel-Holtenau              | Deutschland        | 15 m   | 23        |                   |
| Köln-Leverkusen            | Deutschland        | 60 m   | 8         |                   |
| Magdeburg                  | Deutschland        | 55 m   | 21        |                   |
| München                    | Deutschland        | 519 m  | 23        | 1982–2014         |
| Stuttgart-Stadtmitte       | Deutschland        | 312 m  | 15        | 1951–1980         |
| Mainz (Marienborn)         | Deutschland        | 153 m  | 11        | 1991–2017         |
| Dreis-Brück                | Deutschland        | 526 m  | 23        | 1994–2017         |
| Schifferstadt              | Deutschland        | 110 m  | 11        | 1991–2017         |
| Bozen-LKH                  | Italien (Südtirol) | 254 m  | 2         | 1981–2000         |
| Bregenz                    | Österreich         | 424 m  | 12        | 1993–2019         |
| Neusiedl                   | Österreich         | 135 m  | 21        | 1971–2000         |
| Graz-Uni                   | Österreich         | 366 m  | 20        | 1971–2000         |
| Innsbruck-Uni              | Österreich         | 578 m  | 14        | 1971–2000         |
| Klagenfurt                 | Österreich         | 447 m  | 32        | 1971–2000         |
| Hörsching (Flughafen Linz) | Österreich         | 298 m  | 27        | 1971–2000         |
| Sankt Pölten               | Österreich         | 272 m  | 26        | 1971–2000         |
| Salzburg-Flughafen         | Österreich         | 430 m  | 21        | 1971–2002         |
| Sonnblick 2                | Österreich         | 3105 m | 239       | 1971–2002         |
| Wien-Innere Stadt          | Österreich         | 171 m  | 19        | 1971–2002         |
| Zwettl-Stift 1             | Österreich         | 505 m  | 37        | 1971–2000         |
| Basel/Binningen            | Schweiz            | 316 m  | 16        | 1961–2009         |
| Bern/Zollikofen            | Schweiz            | 522 m  | 23        | 1961–2009         |
| Davos                      | Schweiz            | 1594 m | 64        | 1961–2009         |
| Genf (Genève-Cointrin)     | Schweiz            | 420 m  | 11        | 1961–2009         |
| Jungfraujoch 2             | Schweiz            | 3580 m | 275       | 1961–2009         |
| Lugano                     | Schweiz            | 273 m  | 1         | 1961–2009         |
| Magadino/Cadenazzo         | Schweiz            | 203 m  | 2         | 1961–2009         |
| Samedan                    | Schweiz            | 1708 m | 72        | 1961–2009         |
| St. Gallen                 | Schweiz            | 775 m  | 37        | 1961–2009         |
| Zürich/Fluntern            | Schweiz            | 555 m  | 26        | 1961–2009         |

Quelle Schweiz: MeteoSchweiz
* Höhe über dem Meeresspiegel
1 „Kältepol“ von Österreich
2 Permafrostzone, teils derzeit mit abnehmender Durchfrostung